# Rudolf Dreikurs
Rudolf Dreikurs (Viena, 8 de fevereiro de 1897 — Chicago, 25 de maio de 1972) foi um psiquiatra e educador que desenvolveu o sistema de psicologia individual do psicólogo austríaco Alfred Adler de forma a tornar - se um método pragmático para o entendimento das causas do comportamento repreensível em crianças e para estimular um comportamento de cooperação sem punição ou recompensa.